# スペース・サービシス
スペース・サービシス (Space Services Inc.) は、アメリカ・テキサス州ヒューストンに本社を構える商業ロケット打ち上げ会社。
1982年に「スペース・サービシス・オブ・アメリカ」として創業。マーキュリー計画の宇宙飛行士、ディーク・スレイトンも設立に加わった。当時は国家事業であったロケット打ち上げを民間で請け負う史上初の商業ロケット打ち上げ会社となった。一般企業による人工衛星打ち上げ受託はもちろん、NASAからの打ち上げ依頼も数多く請け負っている。
宇宙葬サービスを実施している。これは火葬後の遺灰の一部（リップスティック程度の大きさのカプセルに収納）をロケットに搭載し宇宙空間に打ち上げ、地球周回軌道や月到達軌道、または深宇宙軌道にカプセルを放出するものである。最近では火葬しない遺体をそのまま打ち上げるサービスも始めている。
他に恒星命名書やメッセージの打ち上げサービス、人工衛星監視による宇宙電磁波や気象情報の提供サービスなども行っている。